# Can Gros (Sant Esteve Sesrovires)
Can Gros és un edifici del municipi de Sant Esteve Sesrovires (Baix Llobregat) inclosa en l'Inventari del Patrimoni Arquitectònic de Catalunya.

## Descripció
Es tracta d'una construcció de planta rectangular, amb un cos annex que forma un pati a la part anterior de la construcció. La coberta és de teules a un vessant. Destaca la torre mirador, de planta quadrada, amb coberta piramidal, i detalls ornamentals de caràcter historicista dins una tendència neoromànica.
Podria ser una obra popular dels segles XVII-XVIII, reformada dins la segona meitat del segle xix.